# Велоспорт на літніх Олімпійських іграх 2020 — медісон (жінки)
Змагання з медісону серед жінок на літніх Олімпійських іграх 2020 відбулися 6 серпня 2021 року на велодромі Ідзу. Змагалися 30 велосипедисток (15 команд по 2) з 15 країн.

## Передісторія
Це буде дебютна поява цієї дисципліни на Олімпійських іграх. Чоловічі змагання проводили з 2000 по 2008 рік, а в 2012 і 2016 роках була перерва через відсутність жіночого відповідника. 2020 року дисципліна повертається з жіночим відповідником.
Чинні чемпіонки світу  (2020 року) - Кірстен Вілд та Амі Пітерс з Нідерландів.

## Кваліфікація
Національний олімпійський комітет (НОК) міг виставити на змагання з медісону щонайбільше 1 команду з 2 велосипедисток. Квоти одержує НОК, який сам вибирає велосипедисток, що візьмуть участь у змаганнях. Всі квоти розподілено відповідно до світового рейтингу UCI за країнами за 2018-2020 роки. Команди вісьмох НОК з найвищим рейтингом у командній гонці переслідування автоматично кваліфікувались і в медісоні. 8 НОК з найвищим рейтингом у медісоні (серед тих, що ще не кваліфікувались у командному переслідуванні) також здобули право на участь у змаганнях. НОК, що безпосередньо кваліфікувались у медісоні, отримали також по 1 квоті в омніумі. Оскільки кваліфікація завершилась до закінчення Чемпіонату світу з велоспорту на треку 2020 1 березня 2020 року (останнє змагання, що могло змінити рейтинг 2018-20 років), то пандемія COVID-19 на кваліфікацію не вплинула.

## Формат змагань
Гонка в Медісоні - це tag team points race, у якій беруть участь одночасно всі 16 команд. У будь-яку мить на треку перебувають по одній велосипедистці від кожної команди; учасниці команди можуть у будь-яку мить міняти одна-одну торкнувшись (наприклад поштовхом чи рукостисканням). Дистанція - 200 кіл (50 км). Команди набирають очки двома способами: обігнавши інших учасниць на коло та вигравши спринт. Команда, що обганяє інші команди на коло, заробляє 20 очок, а та, що відстає на коло, втрачає 20 очок. Кожне 10-те коло - спринт, переможниця якого заробляє 5 очок, друга - 3 очка, третя - 2 очка і четверта - 1 очко. Під час фінального спринту кількість цих очок подвоюються. Змагання відбуваються за один раунд .

## Розклад
Змагання в цій дисципліні відбуваються впродовж одного дня.
| З | Попередні заїзди | ЧФ | Чвертьфінали | ПФ | Півфінали | Ф | Фінали |

| Дата →          | 2 сер | 2 сер | 2 сер | 3 сер | 3 сер | 3 сер | 4 сер | 5 сер | 5 сер | 5 сер | 5 сер | 6 сер | 6 сер | 7 сер | 7 сер | 8 сер | 8 сер | 8 сер | 8 сер |
| --------------- | ----- | ----- | ----- | ----- | ----- | ----- | ----- | ----- | ----- | ----- | ----- | ----- | ----- | ----- | ----- | ----- | ----- | ----- | ----- |
| Медісон (жінки) |       |       |       |       |       |       |       |       |       |       |       | Ф     | Ф     |       |       |       |       |       |       |

## Результати
| Місце | Велогонщиця                         | Країна                           | Спринт | Спринт | Спринт | Спринт | Спринт | Спринт | Спринт | Спринт | Спринт | Спринт | Спринт | Спринт | Кола | Кола | Порядок фінішу | Загалом |
| Місце | Велогонщиця                         | Країна                           | 1      | 2      | 3      | 4      | 5      | 6      | 7      | 8      | 9      | 10     | 11     | 12     | +    | −    | Порядок фінішу | Загалом |
| ----- | ----------------------------------- | -------------------------------- | ------ | ------ | ------ | ------ | ------ | ------ | ------ | ------ | ------ | ------ | ------ | ------ | ---- | ---- | -------------- | ------- |
| 1     | Кеті Арчибальд Лора Кенні           | Велика Британія (GBR)            | 5      | 5      | 5      | 2      | 5      | 5      | 5      | 5      | 5      | 5      | 1      | 10     | 20   |      | 1              | 78      |
| 2     | Амалія Дідеріксен Джулі Лет         | Данія (DEN)                      |        |        | 2      |        | 2      | 1      |        | 1      | 3      | 3      | 3      |        | 20   |      | 9              | 35      |
| 3     | Гульназ Хатунцева Марія Новолодська | Олімпійський комітет Росії (ROC) |        |        |        |        |        | 3      |        |        | 1      | 2      |        |        | 20   |      | 6              | 26      |
| 4     | Емі Пітерс Кірстен Вілд             | Нідерланди (NED)                 | 3      | 3      | 3      | 3      |        |        | 3      |        |        |        | 2      | 4      |      |      | 3              | 21      |
| 5     | Клара Коппоні Марі Ле Нет           | Франція (FRA)                    | 2      |        |        |        | 3      | 2      |        | 3      | 2      |        | 5      | 2      |      |      | 4              | 19      |
| 6     | Дарія Пікулік Вікторія Пікулік      | Польща (POL)                     |        | 1      |        |        |        |        | 1      |        |        | 1      |        | 6      |      |      | 2              | 9       |
| 7     | Джорджія Бейкер Аннетт Едмондсон    | Австралія (AUS)                  |        | 2      |        | 5      |        |        |        | 2      |        |        |        |        |      |      | 7              | 9       |
| 8     | Еліза Бальзамо Летіція Патерностер  | Італія (ITA)                     | 1      |        |        | 1      |        |        |        |        |        |        |        |        |      |      | 8              | 2       |
| 9     | Меган Джастраб Дженіфер Валенте     | США (USA)                        |        |        | 1      |        |        |        |        |        |        |        |        |        |      |      | 5              | 1       |
| 10    | Лотте Копецкі Жольєн Д'Ор           | Бельгія (BEL)                    |        |        |        |        |        |        | 2      |        |        |        |        |        |      | 20   | 11             | –18     |
| 11    | Джессі Годжес Рашлі Б'юкенен        | Нова Зеландія (NZL)              |        |        |        |        | 1      |        |        |        |        |        |        |        |      | 40   | 10             | –39     |
| 12    | Франциска Брауссе Ліза Кляйн        | Німеччина (GER)                  |        |        |        |        |        |        |        |        |        |        |        |        |      | 40   | 12             | –40     |
| 13    | Емілі Кей Шеннон МакКерлі           | Ірландія (IRL)                   |        |        |        |        |        |        |        |        |        |        |        |        |      | 40   | DNF            | –       |
| 13    | Юмі Кадзіхара Кісато Накамура       | Японія (JPN)                     |        |        |        |        |        |        |        |        |        |        |        |        |      | 40   | DNF            | –       |
| 13    | Пан Яо Люн Бо Їе                    | Гонконг (HKG)                    |        |        |        |        |        |        |        |        |        |        |        |        |      | 40   | DNF            | –       |